# Super League (Serbien)
Die Super League ist die erste Handballliga in Serbien. Die Liga wird vom Handballverband Serbiens geführt und wurde 2006 gegründet, nachdem der Staat Serbien und Montenegro zusammengebrochen war und die damalige Super League aufgelöst wurde.

## Modus
In der Hauptrunde treten 12 Mannschaften in Hin- und Rückspiel gegeneinander an. Die vier bestplatzierten Teams spielen in der Finalrunde im Play-off-System Best-of-three in Halbfinale und Finale um die serbische Meisterschaft. Der dritte Platz wird in einem einzigen Spiel unter den Verlierern der Halbfinals ausgespielt.
Die unteren acht Teams der Hauptrunde nehmen die untereinander erzielten Punkte mit in die Verliererrunde, in der jeder einmal gegen jeden antritt. Die beiden letzten Mannschaften steigen in die zweite Liga ab, der Drittletzte spielt in der Relegation gegen den Dritten der zweiten Liga.

## Meister
| Mannschaft             | Titel | Jahre                                                            |
| ---------------------- | ----- | ---------------------------------------------------------------- |
| RK Vojvodina           | 11    | 2013, 2014, 2015, 2016, 2017, 2018, 2019, 2021, 2022, 2023, 2024 |
| RK Partizan Belgrad    | 4     | 2009, 2011, 2012, 2025                                           |
| RK Roter Stern Belgrad | 2     | 2007, 2008                                                       |
| RK Kolubara            | 1     | 2010                                                             |

Anmk.: Die Saison 2019/20 wurde aufgrund der COVID-19-Pandemie abgebrochen.

## Pokalsieger
| Mannschaft             | Titel | Jahre                                    |
| ---------------------- | ----- | ---------------------------------------- |
| RK Vojvodina           | 7     | 2011, 2015, 2019, 2020, 2021, 2023, 2025 |
| RK Partizan Belgrad    | 5     | 2007, 2008, 2012, 2013, 2024             |
| RK Kolubara            | 2     | 2009, 2010                               |
| RK Železničar 1949     | 2     | 2014, 2018                               |
| Metaloplastika Šabac   | 2     | 2016, 2022                               |
| RK Roter Stern Belgrad | 1     | 2017                                     |

## Supercup
| Mannschaft             | Titel | Jahre                                          |
| ---------------------- | ----- | ---------------------------------------------- |
| RK Vojvodina           | 8     | 2013, 2014, 2015, 2016, 2018, 2019, 2023, 2024 |
| RK Partizan Belgrad    | 3     | 2009, 2011, 2012                               |
| RK Roter Stern Belgrad | 1     | 2017                                           |
| Metaloplastika Šabac   | 1     | 2022                                           |

- 2010 wurde der Supercup nicht ausgetragen, da Kolubara das Double gewann.

## Geschichte 1953–2006
Die erste Meisterschaft Jugoslawiens in einem "kleinen Handball" (damals wurde noch großer Handball gespielt) wurde im Jahr 1953 als ein Turnier in Virovitica abgehalten. Der erste Meister war Prvomajska Zagreb. Ab der Saison 1957/58 bis 1991 wurde die erste Bundesliga gebildet, die im Doppel-Ligasystem gespielt wurde (jeweils mit zwei Spielen, heim und auswärts). Rekordmeister war das kroatische Team Partizan Bjelovar, heute RK Bjelovar.
Rekordpokalsieger ist das bosnische Team Borac Banja Luka.
Der Pokal wurde von 1955 bis 1992 ausgetragen.
Erfolgreichste Teams 1953–1992
| Mannschaft             | Nation                  | Titel | Meister                                              | Pokalsieger                                                |
| ---------------------- | ----------------------- | ----- | ---------------------------------------------------- | ---------------------------------------------------------- |
| RK Borac Banja Luka    | Bosnien und Herzegowina | 17    | 1959, 1960, 1973, 1974, 1975, 1976, 1981             | 1957, 1958, 1961, 1969, 1972, 1973, 1974, 1975, 1979, 1992 |
| Metaloplastika Šabac   | Serbien                 | 12    | 1982, 1983, 1984, 1985, 1986, 1987, 1988             | 1980, 1983, 1984, 1985, 1986                               |
| RK Bjelovar            | Kroatien                | 12    | 1958, 1961, 1967, 1968, 1970, 1971, 1972, 1977, 1979 | 1960, 1968, 1976                                           |
| RK Medveščak Zagreb    | Kroatien                | 10    | 1953, 1954, 1964, 1966                               | 1970, 1978, 1981, 1987, 1989, 1990                         |
| RK Zagreb              | Kroatien                | 8     | 1957, 1962, 1963, 1965, 1989, 1991                   | 1962, 1991                                                 |
| RK Roter Stern Belgrad | Serbien                 | 3     | 1955, 1956                                           | 1956                                                       |
| RK Crvenka             | Serbien                 | 3     | 1969                                                 | 1967, 1988                                                 |
| RK Železničar Niš      | Serbien                 | 3     |                                                      | 1977, 1982, 1985.                                          |
| RK Partizan Belgrad    | Serbien                 | 3     |                                                      | 1959, 1966, 1971                                           |

1992–2006
Die erste Liga der BR Jugoslawien im Handball war die höchste Handballliga in der Bundesrepublik Jugoslawien. Sie wurde 1992, nach dem Zerfall der SFR von Jugoslawien und der Auflösung der ehemaligen Ersten Liga Jugoslawiens gegründet. Im Jahr 2003 wurde sie umbenannt in Erste Liga von Serbien und Montenegro. 2006 wurde sie nach dem Zusammenbruch des gemeinsamen Staates Serbien und Montenegro aufgelöst.
Partizan Belgrad war mit sechs Meistertiteln und vier Pokalsiegen erfolgreichstes Team.
| Mannschaft             | Nation     | Titel | Meister                            | Pokalsieger            |
| ---------------------- | ---------- | ----- | ---------------------------------- | ---------------------- |
| RK Partizan Belgrad    | Serbien    | 10    | 1993, 1994, 1995, 1999, 2002, 2003 | 1993, 1994, 1998, 2001 |
| RK Roter Stern Belgrad | Serbien    | 8     | 1996, 1997, 1998, 2004, 2006       | 1995, 1996, 2004       |
| RK Lovćen Cetinje      | Montenegro | 4     | 2000, 2001                         | 2002, 2003             |
| RK Vojvodina           | Serbien    | 3     | 2005                               | 2005, 2006             |
| RK Železničar Niš      | Serbien    | 2     |                                    | 1997, 1999             |
| RK Proleter Zrenjanin  | Serbien    | 1     | 1992                               |                        |
| RK Sintelon            | Serbien    | 1     |                                    | 2000                   |